# Canton de Châtillon-sur-Loire
Le canton de Châtillon-sur-Loire est une ancienne division administrative française du département du Loiret en région Centre-Val de Loire.

## Histoire
Le canton est créé le 10 février 1790 sous la Révolution française. Il est alors inclus dans le district de Gien.
À la suite de la suppression des districts et de la création des arrondissements qui survient en 1801 (9 vendémiaire, an X) sous le Consulat, le canton est rattaché à l'arrondissement de Gien.
Le canton de Châtillon-sur-Loire, à la suite de la suppression de l'arrondissement de Gien en 1926, est rattaché à l'arrondissement de Montargis.
À la suppression du canton de Châtillon-sur-Loire en mars 2015, toutes ses communes sont reversées dans le canton de Gien.

## Représentation

### Liste des conseillers généraux successifs (1833 à 2015)

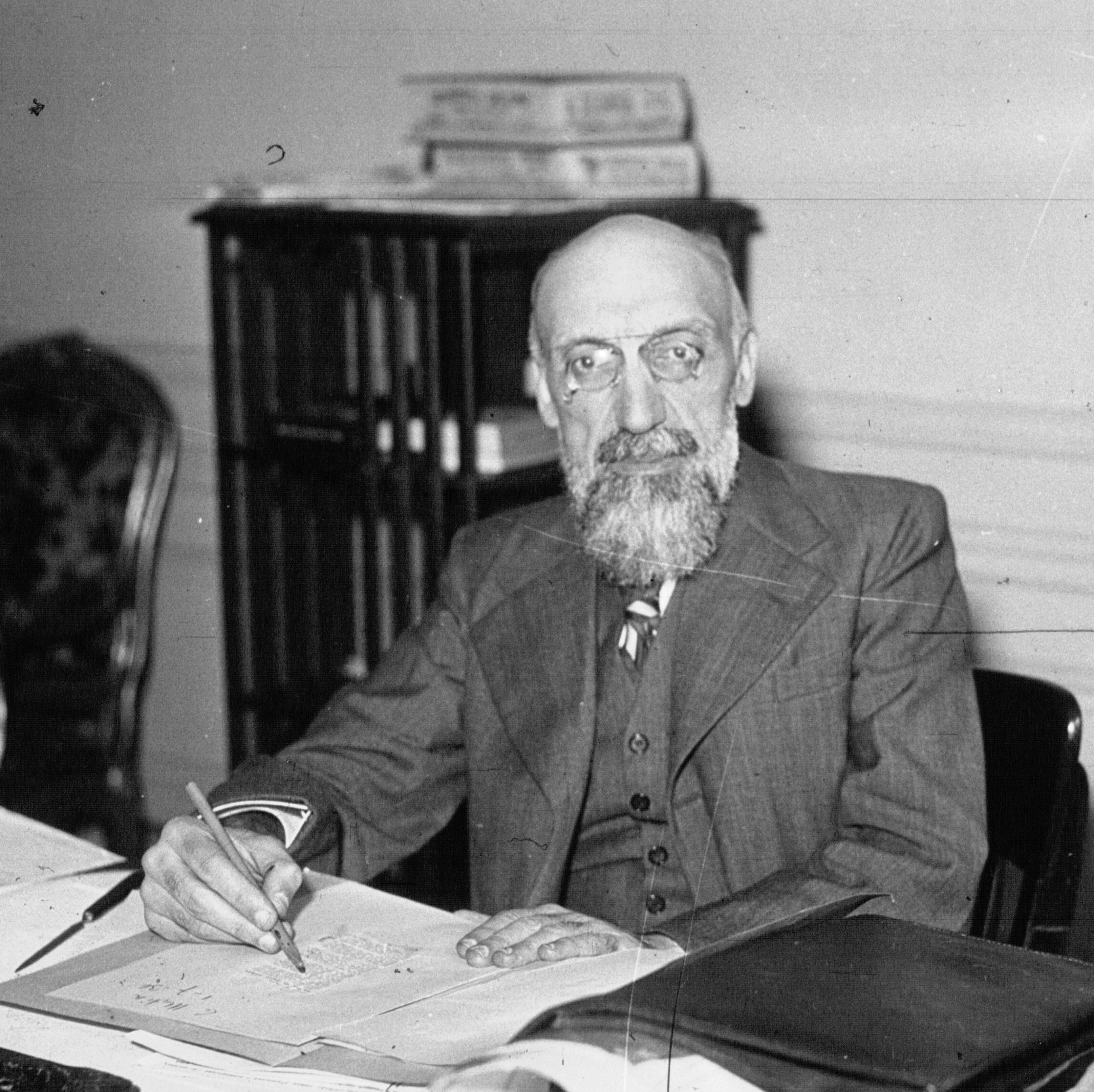
Pierre Dézarnauds, conseiller général du canton de 1919 à 1940, puis de 1945 à 1967

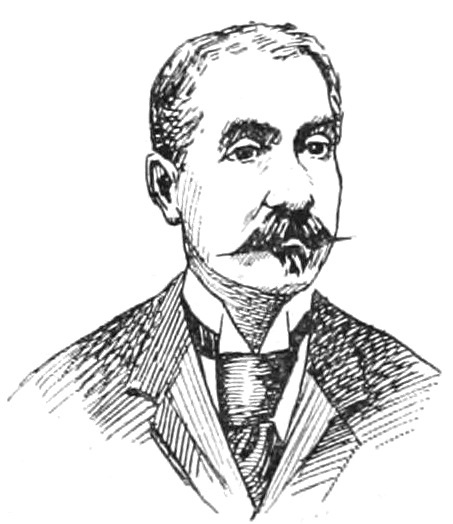
Gustave Alasseur, conseiller général du canton de 1892 à 1916

| Période | Période          | Identité                           | Étiquette           | Qualité |
| ------- | ---------------- | ---------------------------------- | ------------------- | --- |
| 1833    | 1848             | Baron Jacques François Roger       | Libéral             | Ancien Gouverneur du Sénégal Propriétaire à Saint-Firmin-sur-Loire Député (1831-1849) |
| 1848    | 1852             | Ludovic Rameau                     |                     | Propriétaire, maire d'Autry-le-Châtel |
| 1852    | 1867 (démission) | Alexandre Macdonald Duc de Tarente | Majorité dynastique | Chambellan de l'Empereur Napoléon III Député (1852-1869) - Sénateur (1869-1870) |
| 1867    | 1871             | Eugène Marcel (1836-1877)          |                     | Lieutenant-colonel, Beaulieu-sur-Loire |
| 1871    | 1892             | Albert Despond                     | Républicain         | Maire de Beaulieu-sur-Loire |
| 1892    | 1916 (décès)     | Gustave Alasseur                   | Républicain         | Entrepreneur de travaux publics Maire d'Autry-le-Châtel Député (1893-1900 et 1910-1916) Sénateur (1900-1906) |
| 1916    | 1919             | siège vacant                       |                     | |
| 1919    | 1940             | Pierre Dezarnaulds                 | Rad.                | Médecin Député (1919-1942) Secrétaire d'État (1936-1937) Maire de Gien (1935-1942) |
|         |                  | Seconde Guerre mondiale            |                     | |
| 1945    | 1967             | Pierre Dezarnaulds                 | Rad.                | Docteur en médecine Député (1919-1942 et 1945-1955) Secrétaire d'État (1936-1937) Maire de Gien (1935-1942 et 1945-1959) Président du Conseil Général (1946-1956)                                                                |
| 1967    | 1979             | Marcel Legras                      | FGDS puis PS        | Ancien Directeur des affaires sociales au Ministère du Travail Ancien Chef de cabinet de Daniel Mayer (1946-1949) Ancien maire de Suresnes (1956-1965) Ancien conseiller général de la Seine Maire d'Autry-le-Châtel (1971-1983) |
| 1979    | 1994 (décès)     | Jean Roblin                        | PS                  | Maire de Châtillon-sur-Loire |
| 1994    | 2011             | Jacques Girault                    | DVG                 | Enseignant Maire d'Autry-le-Châtel |
| 2011    | 2015             | Emmanuel Rat                       | MPF                 | Chef d'entreprise Maire de Châtillon-sur-Loire |

### Conseillers d'arrondissement (de 1833 à 1940)
Le canton de Châtillon avait deux conseillers d'arrondissement jusqu'en 1926.
| Période                                  | Période      | Identité                            | Étiquette | Qualité |
| ---------------------------------------- | ------------ | ----------------------------------- | --------- | --- |
| 1833                                     | 1848         | M. Bizot fils                       |           | Chaufournier à Châtillon-sur-Loire                                                                          |
| 1833                                     | 1836         | François Champault-Martin           |           | Propriétaire à Châtillon-sur-Loire, ancien maire, ancien membre de la Garde nationale                       |
| 1836                                     | ap.1852      | Guillaume Louis Auguste Jean Devade |           | Juge de paix à Châtillon-sur-Loire                                                                          |
| 1848                                     | ap.1852      | M. Poupa                            |           | Notaire à Beaulieu-sur-Loire                                                                                |
|                                          |              |                                     |           | |
| av.1887                                  |              | Gustave Alasseur                    |           | Entrepreneur de travaux publics, Autry-le-Châtel                                                            |
|                                          |              |                                     |           | |
|                                          | 1890 (décès) | Louis-Frédéric Poupa                |           | Propriétaire à Beaulieu-sur-Loire                                                                           |
|                                          |              |                                     |           | |
| av.1899                                  |              | Ernest Blanchet                     |           | Professeur d'école pratique d'agriculture                                                                   |
|                                          |              |                                     |           | |
| 1919                                     | 1940         | Achille Ferrand                     | Rad.      | Instituteur à Paris Maire d'Autry-le-Châtel (1919-?)                                                        |
| 1919                                     |              | Georges Henry                       | Rad.      | Pharmacien à Châtillon-sur-Loire                                                                            |
|                                          |              |                                     |           | |
|                                          | 1940         | M. Dardier                          | Rad.      | |
| 1940                                     |              |                                     |           | Les conseils d'arrondissement ont été suspendus par la loi du 12 octobre 1940 et n'ont jamais été réactivés |
| Les données manquantes sont à compléter. |              |                                     |           | |

### Résultats électoraux détaillés
- Élections cantonales de 2004 : Jacques Girault   (Divers gauche) est élu au 1er tour avec 53,02 % des suffrages exprimés, devant Alain Touzot   (FN) (18,81 %) et Bernard Lhomme (Divers droite) (11,07 %). Le taux de participation est de 63,56 % (3 454 votants sur 5 434 inscrits)[6].
- Élections cantonales de 2011 : Emmanuel Rat   (MPF) est élu au 2e tour avec 54,89 % des suffrages exprimés, devant Jacques Girault   (Divers gauche) (45,11 %). Le taux de participation est de 52,21 % (2 938 votants sur 5 627 inscrits)[7].

## Géographie

### Composition
À sa disparition en 2015, le canton de Châtillon-sur-Loire, d'une superficie de 220 km2, est composé de six communes.
| Nom                    | Code Insee | Intercommunalité          | Superficie (km2) | Population (dernière pop. légale) | Densité (hab./km2) |
| ---------------------- | ---------- | ------------------------- | ---------------- | --------------------------------- | ------------------ |
| Autry-le-Châtel        | 45016      | CC du Berry Loire Puisaye | 50,56            | 989 (2014)                        | 20                 |
| Beaulieu-sur-Loire     | 45029      | CC du Berry Loire Puisaye | 48,83            | 1 817 (2014)                      | 37                 |
| Cernoy-en-Berry        | 45064      | CC du Berry Loire Puisaye | 28,23            | 463 (2014)                        | 16                 |
| Châtillon-sur-Loire    | 45087      | CC du Berry Loire Puisaye | 40,67            | 3 153 (2014)                      | 78                 |
| Pierrefitte-ès-Bois    | 45251      | CC du Berry Loire Puisaye | 27,18            | 295 (2014)                        | 11                 |
| Saint-Firmin-sur-Loire | 45276      | CC du Berry Loire Puisaye | 24,76            | 540 (2014)                        | 22                 |

### Démographie

#### Évolution démographique
En 2012, le canton comptait 7 231 habitants.
| 1962  | 1968  | 1975  | 1982  | 1990  | 1999  | 2006  | 2011  | 2012  |
| ----- | ----- | ----- | ----- | ----- | ----- | ----- | ----- | ----- |
| 6 061 | 6 091 | 5 932 | 6 114 | 6 598 | 6 966 | 7 101 | 7 190 | 7 231 |

#### Âge de la population
La pyramide des âges, à savoir la répartition par sexe et âge de la population, du canton de Châtillon-sur-Loire en 2009 ainsi que, comparativement, celle du département du Loiret la même année sont représentées avec les graphiques ci-dessous. La population du canton comporte 49,4 % d'hommes et 50,6 % de femmes. Elle présente en 2009 une structure par grands groupes d'âge légèrement plus âgée que celle de la France métropolitaine. Il existe en effet 81 jeunes de moins de 20 ans pour cent personnes de plus de 60 ans, alors que pour la France l'indice de jeunesse, qui est égal à la division de la part des moins de 20 ans par la part des plus de 60 ans, est de 1,06. L'indice de jeunesse du canton est également inférieur à celui  du département (1,1) et à celui de la région (0,95).
| Hommes | Classe d’âge | Femmes |
| ------ | ------------ | ------ |
| 0,7    | 90 ans ou +  | 1,6    |
| 9,6    | 75 à 89 ans  | 12,7   |
| 15,3   | 60 à 74 ans  | 16,2   |
| 21,7   | 45 à 59 ans  | 20,2   |
| 20,0   | 30 à 44 ans  | 19,1   |
| 14,8   | 15 à 29 ans  | 12,8   |
| 18,0   | 0 à 14 ans   | 17,4   |

| Hommes | Classe d’âge | Femmes |
| ------ | ------------ | ------ |
| 0,4    | 90 ans ou +  | 1,1    |
| 6,6    | 75 à 89 ans  | 9,5    |
| 13,4   | 60 à 74 ans  | 13,9   |
| 20,1   | 45 à 59 ans  | 20,0   |
| 20,3   | 30 à 44 ans  | 19,5   |
| 19,3   | 15 à 29 ans  | 17,7   |
| 19,9   | 0 à 14 ans   | 18,2   |

### Statistiques
|    | Labours | Labours | Prés | Prés | Vignes | Vignes | Bois | Bois | Divers | Divers | Total |
| -- | ------- | ------- | ---- | ---- | ------ | ------ | ---- | ---- | ------ | ------ | ----- |
| ha | %       | ha      | %    | ha   | %      | ha     | %    | ha   | %      | ha     |       |
|    |         |         |      |      |        |        |      |      |        |        |       |